# Шкофя Вас
Шкофя Вас (словен. Škofja vas) — поселення в общині Целє, Савинський регіон, Словенія. 
Висота над рівнем моря: 257,4 м.